# Reboque modular autopropelido

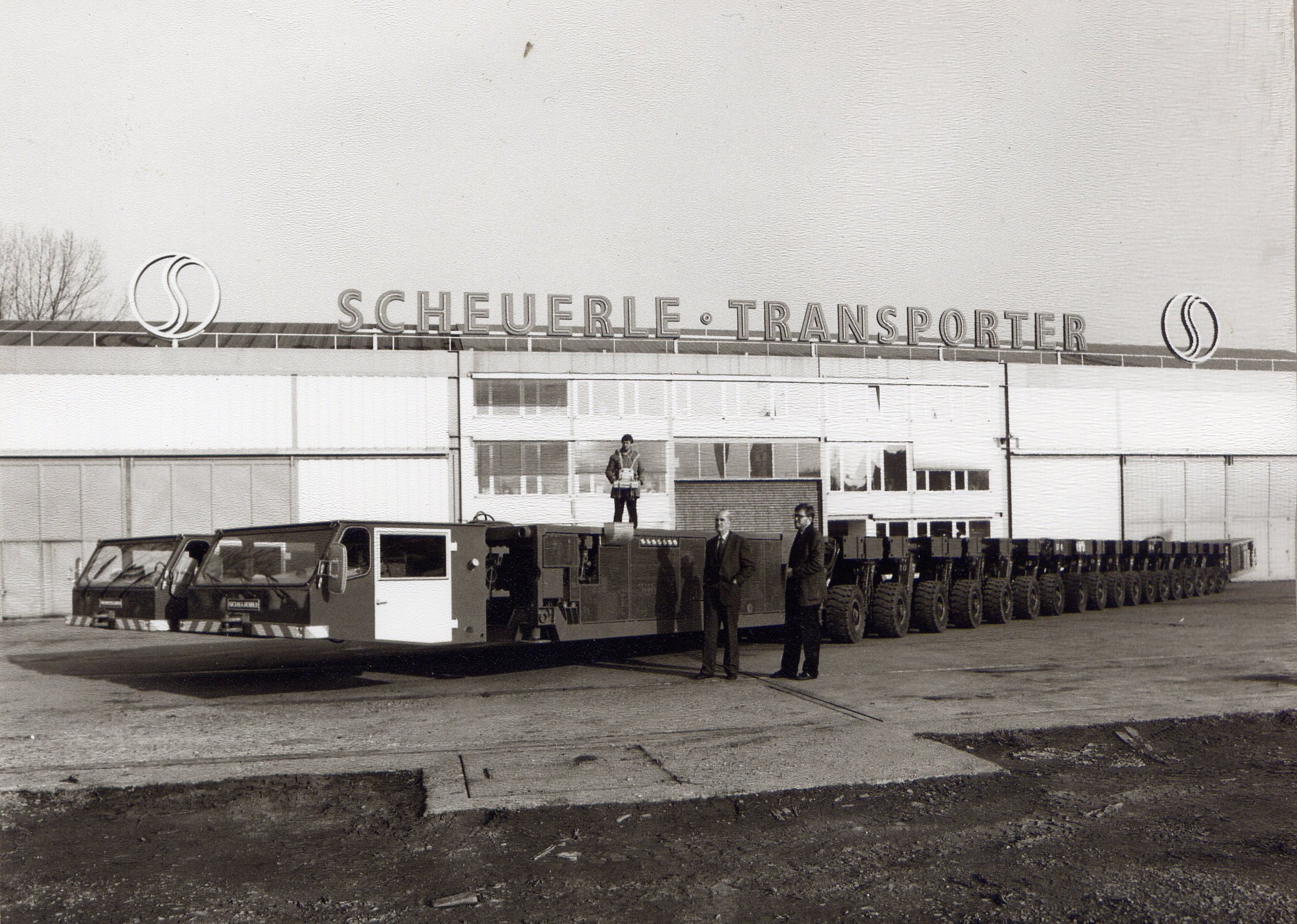
Uma linha de eixos Scheuerle Fahrzeugfabrik Gen 1-14 SPMT desenvolvida para a Mammoet na década de 1980

Um reboque modular autopropelido, ou carreta linha de eixos autopropelida (do inglês self-propelled modular transporter, ou SPMT) é uma plataforma rodoviária de transporte com um grande número de rodas que é uma versão moderna de um antigo reboque modular hidráulico.
Esse tipo de equipamento é usado para transportar grandes objetos massivos, como seções de pontes, equipamentos de refino de petróleo, guindastes, motores, naves espaciais e outros objetos que são grandes e pesados demais para caminhões pequenos transportarem. No entanto, caminhões tratores com carroceria de lastro podem fornecer tração e frenagem para esses reboques em subidas e descidas.

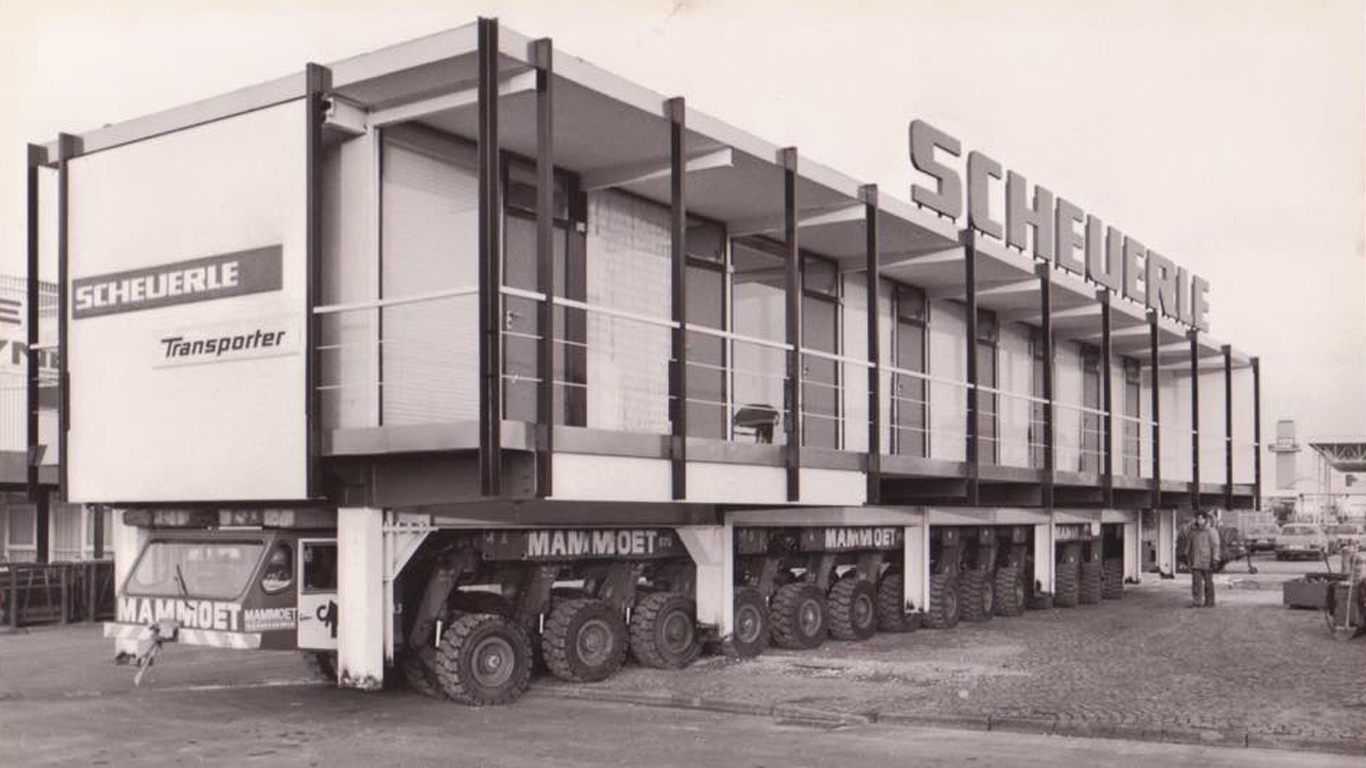
Linha de eixos da Scheuerle em teste demonstrativo

Os SPMTs são usados em muitos setores industriais em todo o mundo, como nas indústrias de construção e petróleo, nos estaleiros e na indústria offshore, no transporte rodoviário (mais comum) em canteiros de obras de indústrias e até mesmo na movimentação de plataformas petrolíferas por meio terrestre. Eles começaram a ser usados para substituir vãos de pontes nos Estados Unidos, Europa, Ásia e agora recentemente no Canadá.

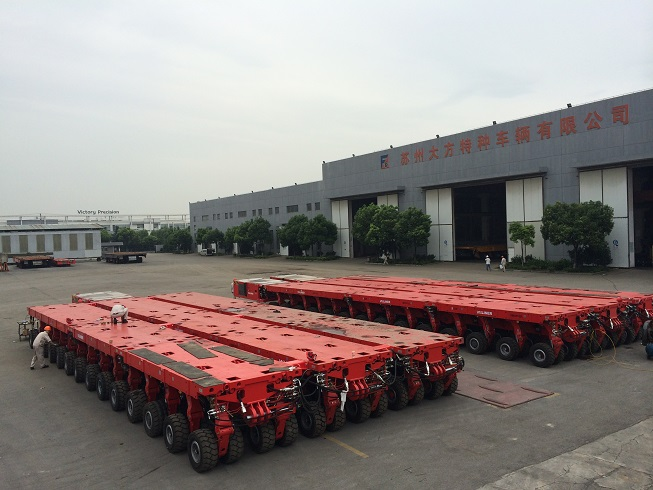
Uma plataforma SPMT fabricada na China

Um SPMT normal tem um sistema de eixos controlados por computador, geralmente 2 eixos de largura e 4–8 eixos de comprimento. Quando dois (ou mais) eixos são colocados em série, a formar um grande conjunto, isso é chamado de linha de eixo. Todos os eixos são controláveis individualmente, para distribuir uniformemente o peso e dirigir com precisão. Cada eixo pode girar 270°, com alguns fabricantes oferecendo até 360° de movimento. Os eixos são coordenados pelo sistema computadorizado de controle para permitir que o SPMT mova-se lateralmente ou até mesmo gire. Alguns SPMTs permitem que os eixos sejam telescópicos independentemente uns dos outros, para que a carga possa ser mantida estável e distribuída uniformemente enquanto a plataforma se move em terrenos irregulares. Cada eixo também pode conter uma unidade de acionamento hidrostático.

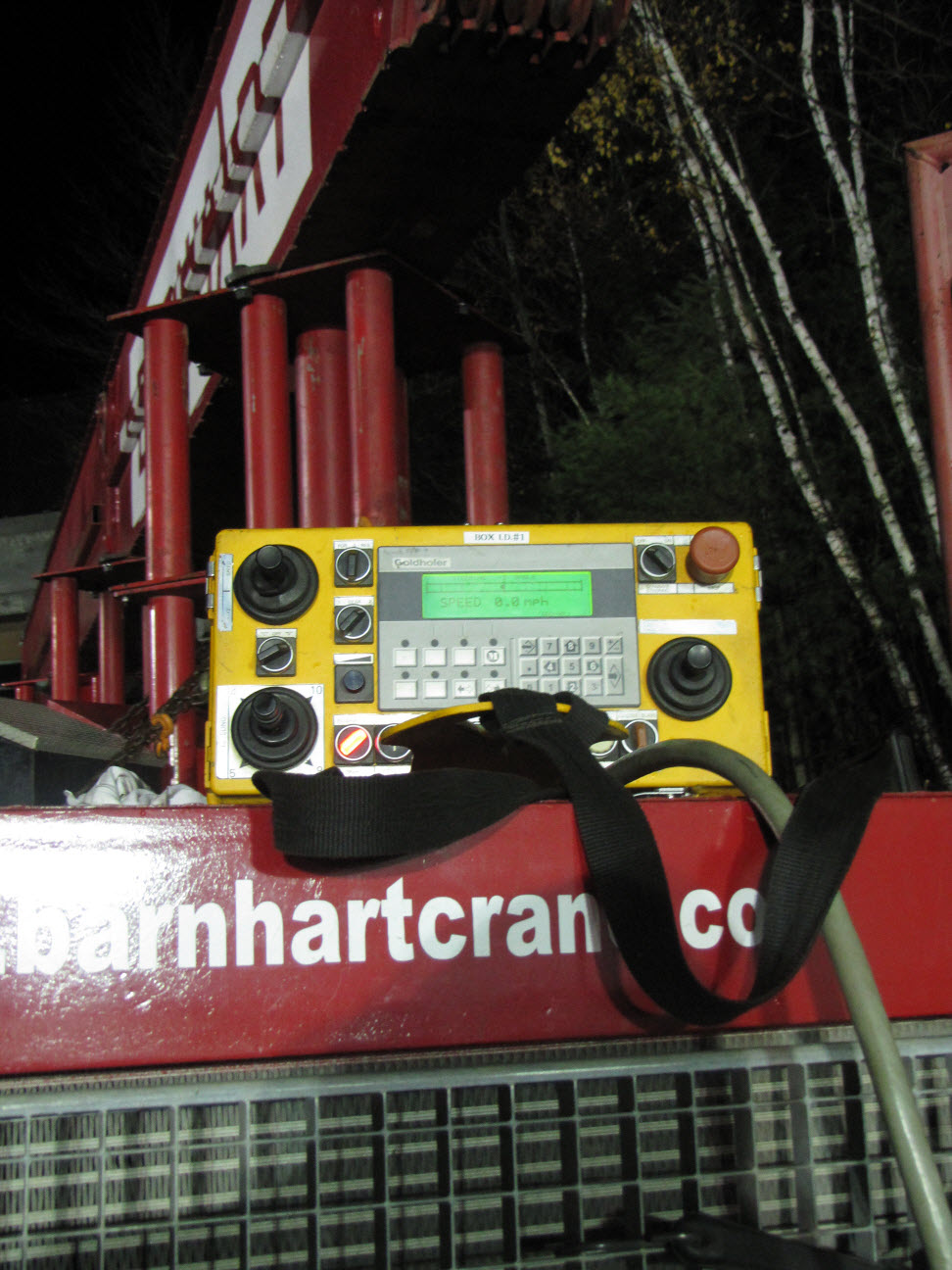
Controle remoto de uma carreta Goldhofer.

Uma unidade de potência hidráulica pode ser conectado ao SPMT para fornecer potência às funções de direção, suspensão e direção. Este conjunto de potência é acionado por um motor a gasolina ou a diesel. Um único conjunto de energia pode acionar uma série de SPMTs por meio de cabos hidráulicos e de energia. Como os SPMTs costumam transportar as cargas mais pesadas do mundo em veículos com rodas, eles são muito lentos, muitas vezes movendo-se a menos de 1 milha por hora (1,6 km/h) enquanto estiver totalmente carregado. Alguns SPMTs são controlados por um trabalhador com um controle remoto portátil, enquanto outros possuem a cabine do motorista montada a frente do conjunto. Vários SPMTs podem ser conectados longitudinalmente e lado a lado para transportar objetos enormes do tamanho de edifícios. Os SPMTs acoplados podem ser controlados a partir de um único painel de controle.

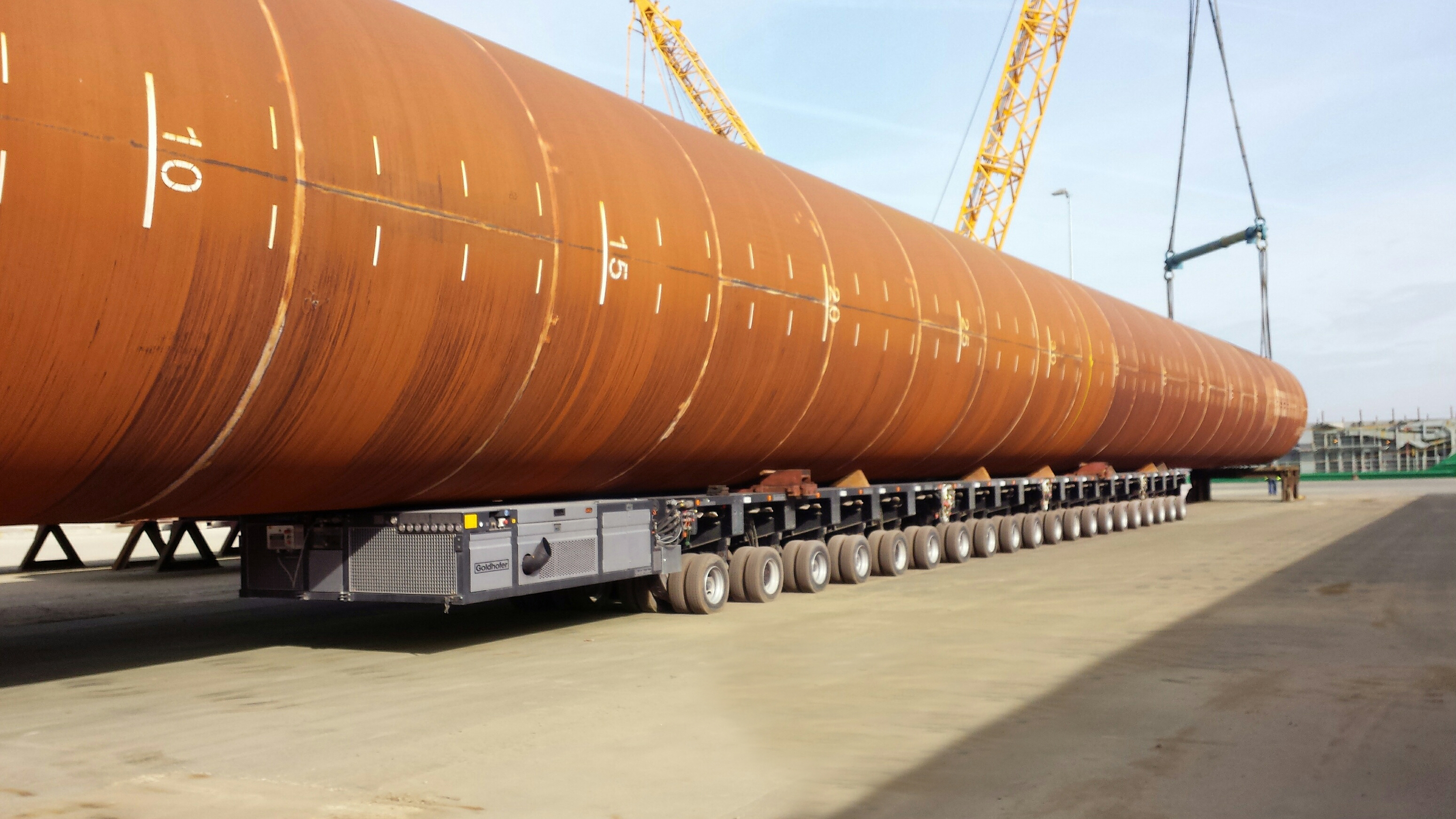
Uma carreta linha de eixos Goldhofer PST-SL movendo uma torre de destilação atmosférica

Os primeiros reboques autopropelidos modulares foram construídos na década de 1970. Já no início da década de 1980, a empresa de transporte pesado Mammoet refinou e atualizou o conceito na forma vista hoje. Eles aumentaram a largura dos reboques em 2,44 m, para que os módulos cabessem em um contêiner do tipo flat-rack. Eles também adicionaram direção de 360° e contrataram a Scheuerle para desenvolver e construir as primeiras unidades. As entregas começaram em 1983. As duas empresas definiram as unidades padrão: um SPMT de 4 eixos, um SPMT de 6 eixos e uma unidade de potência hidráulica. Ao longo dos anos, novos tipos de módulos foram adicionados a este sistema  para acomodar uma variedade de cargas úteis.
Em 2016, a ESTA (Associação Europeia de Transporte de Carga Superdimensionada e Guindastes Móveis) publicou o primeiro guia de melhores práticas de reboques autopropelidos para ajudar a resolver o problema de tombamento ocasional, o que aconteceu mesmo quando as regras de operação e os cálculos de estabilidade foram seguidos a risca e com precisão.

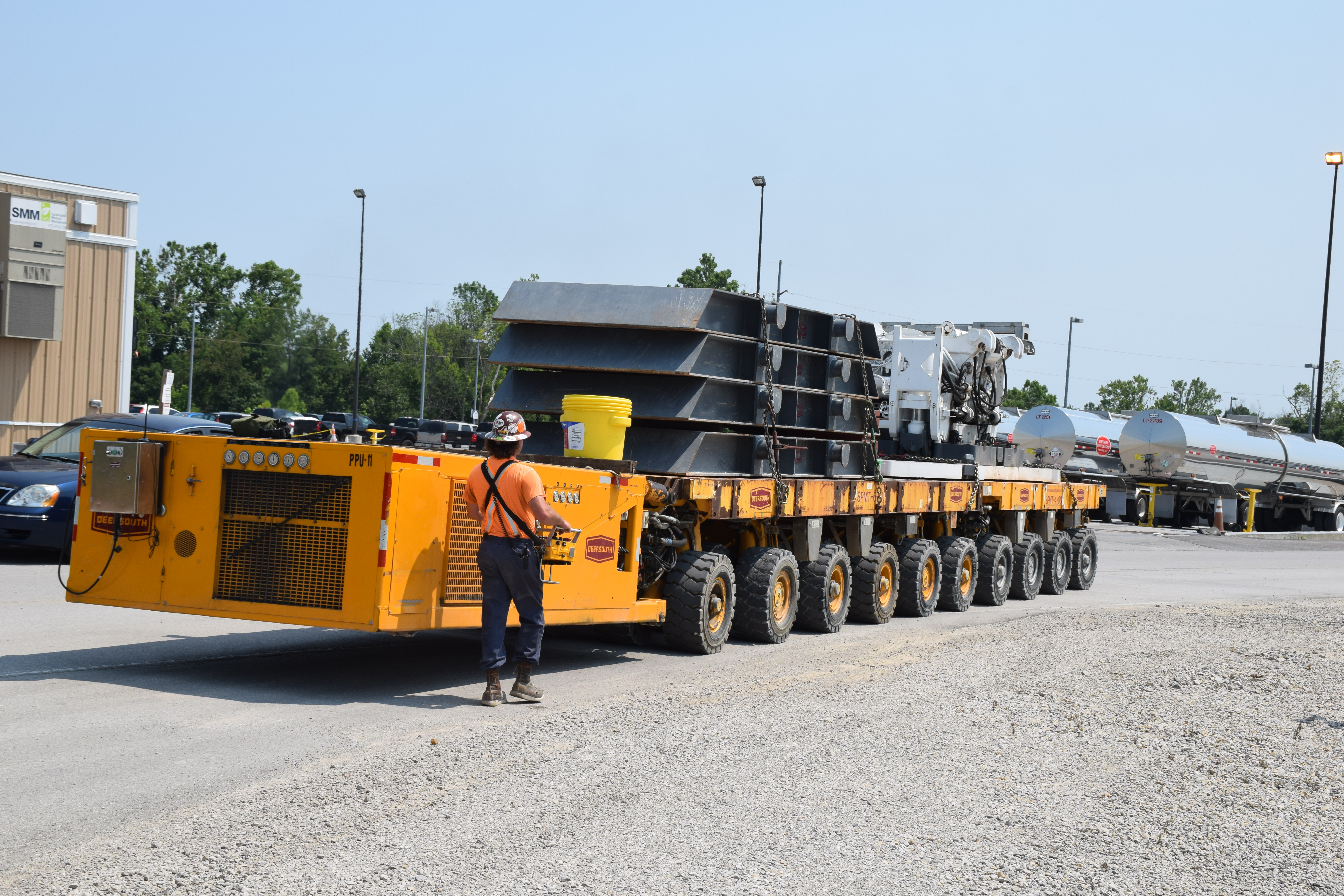
Reboque modular autopropelido operado por controle remoto

Algumas estaleiros de construção naval começaram a usar reboques modulares autopropelidos em vez de guindastes de pórtico para transportar seções de navios. Isto reduziu o custo do transporte de cargas enormes em milhões de dólares.

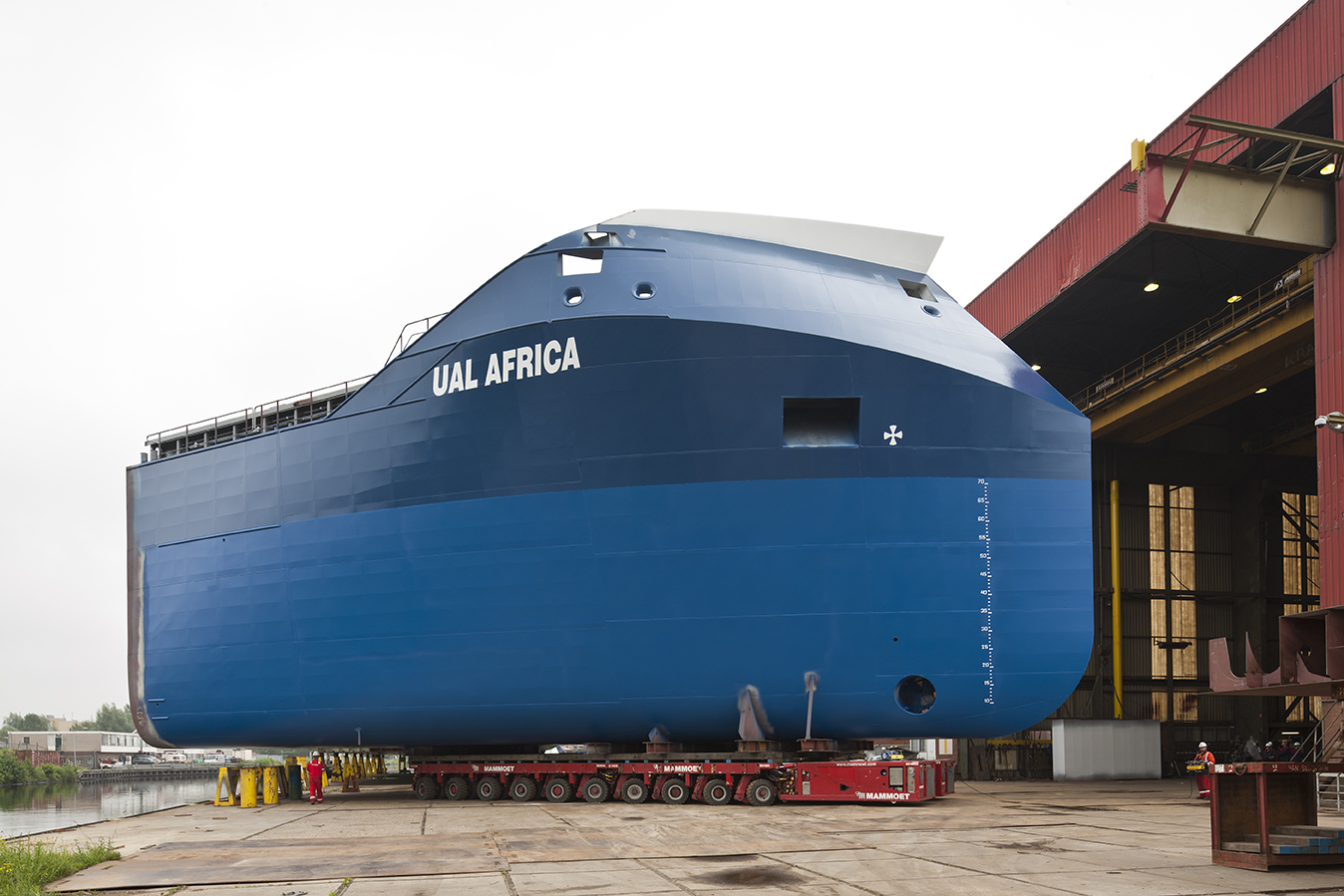
Plataforma SPMT transportando um navio

A ESTA tem planos para desenvolver uma Licença Europeia de Operador de Reboque (ETOL) para operadores de SPMT, esta ideia é apoiada por empresas líderes que operam no setor de transporte pesado, como Goldhofer e TII Group. Haverá treinamento e prática para obter esta licença específica que os operadores de SPMT deverão concluir antes de manusear essas máquinas pesadas em vias públicas, mas isso melhorará os padrões de segurança da indústria.

## Recordes mundiais
Executando a operação de salvamento da balsa MV Sewol afundada no Mar da China Oriental em 2017, a empresa ALE utilizou SPMTs equivalentes a uma linha de 600 eixos e peso de carga de 17,000 t (18,739 short tons; 16,732 long tons), superando dois recordes mundiais.
Em dezembro de 2022, a Shell plc, uma empresa petrolífera com sede em Londres, ordenou o descomissionamento de seu navio FPSO Curlew de 20.300 toneladas quando este atingiu o fim de sua vida operacional. Esta operação foi atribuída à AF Offshore Decom, uma empresa especializada em descomissionamento com sede em Oslo, que fez parceria com Mammoet de Utrecht para carregar e instalar a estrutura na Noruega com a ajuda de 748 linhas de eixo SPMT, o que alegou ter quebrado dois recordes mundiais, um para o movimento SPMT mais pesado e outro para a maioria das linhas de eixo SPMT usadas para transporte.
Em fevereiro de 2023, a Sinotrans Heavy-Lift, uma empresa de transporte pesado com sede na China, mudou um edifício de hotel de 500 metros em Sanya, Hainan, usando 254 linhas de eixo da Scheuerle com a ajuda de 15 unidades de acionamento hidrostático. Este foi considerado o transporte de construção mais pesado do mundo. O edifício em questão tinha quase 300 pés de comprimento, 115 pés de largura, 65 pés de altura e pesava 7.500 toneladas. A realocação foi feita para atender às regulamentações ambientais do estado.

## Fabricantes notáveis
- Cometto
- Enerpac
- Faymonville Group
- Goldhofer
- Mammoet
- TII Group
- Nicolas Industrie
- Scheuerle
- Kamag